# Stelle
Stelle är en kommun och ort i Landkreis Harburg i förbundslandet Niedersachsen i Tyskland.